# Guadaña de guerra

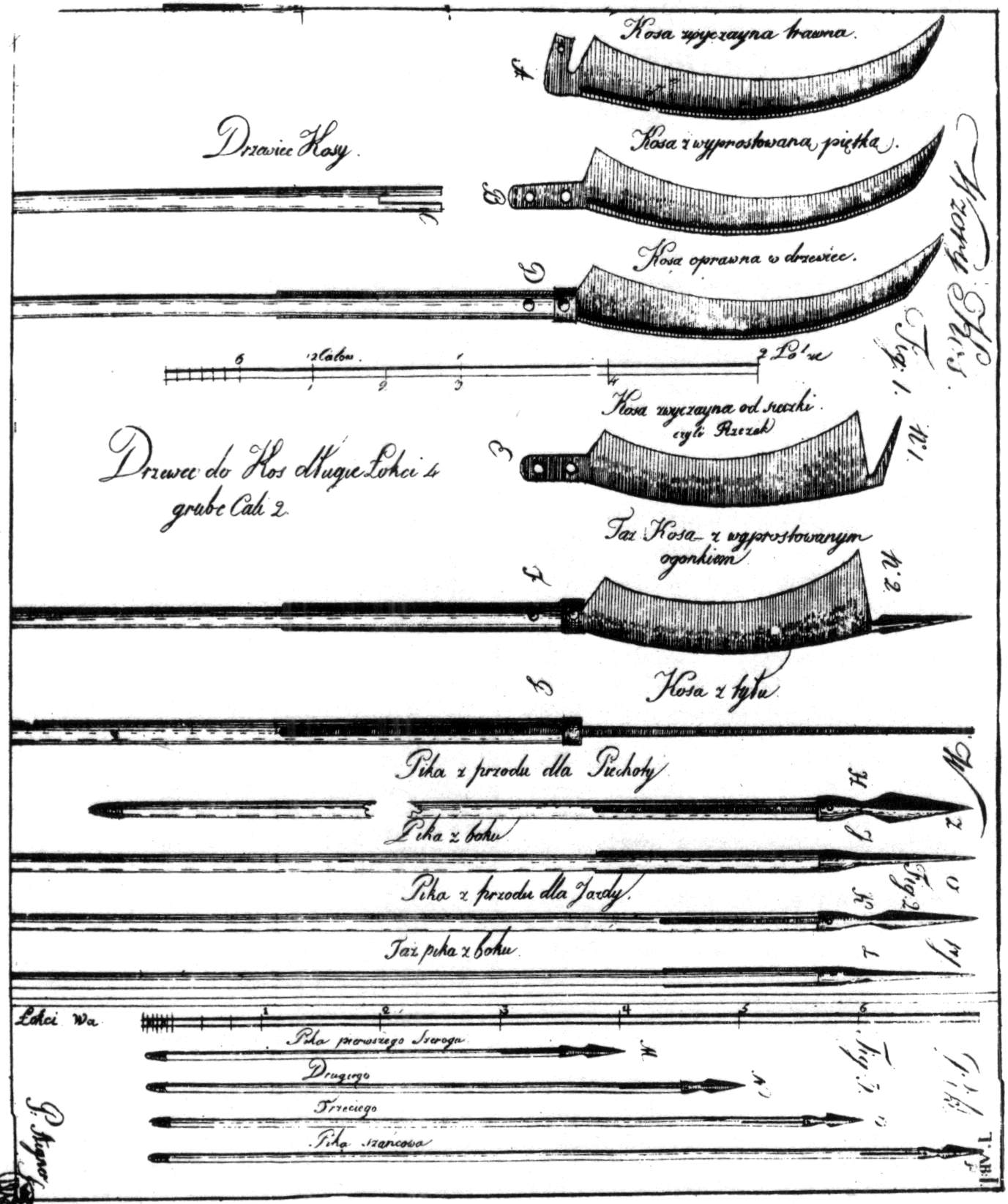
Guadañas de guerra. Ilustrado por Chrystian Piotr Aigner.

Guadaña de guerra (War Scythe en inglés; Kriegssense en alemán; Faux de guerre en francés; Kosa bojowa en polaco) es el vocablo que define, en general, cualquier tipo de arma enastada, obtenida a partir de la hoja de una guadaña o una hoz.
En concreto, por guadaña de guerra se entiende una arma de asta desarrollada en la Edad Media y que se mantuvo en uso en Europa Oriental, sobre todo por las milicias de agricultores hasta el siglo XIX.

## Historia

### Orígenes
El primer pueblo de la Antigüedad que utilizó sistemáticamente de la guadaña fueron los tracios.

Los tipos de armas con hoja curvada, afilada en el lado cóncavo, desarrollada a partir de esta población fueron múltiples: la propia guadaña de guerra, la romfaia (en griego ῤομϕαία) era un arma de asta con una hoja de hoz con flexión, pero no marcada como la guadaña de guerra; la sica, un tipo de hoz similar al kopis de los  griegos (ensis falcatus, falcata o falx supina en latín).
Los aqueménidas montaron guadañas en lugar de cuchillas en las ruedas de sus bigas (carros de guerra), creando los «carros falcados» para restablecer el equilibrio de fuerzas en su caballería e infantería, menoscabado por la falange de hoplitas, es decir, la infantería pesada de los griegos. La aplastante victoria de Alejandro Magno en la batalla de Gaugamela (331 a. C.), demostró, sin embargo, que la época de los carros de guerra había pasado definitivamente.
El shotel, el arma distintiva de la infantería del Reino de Aksum (siglo I a. C.-siglo X), consistía en una hoja delgada de guadaña, afilada tanto en el lado convexo como en el cóncavo, enmangada en un asta de madera y que se empuñaba con una mano.
En el Extremo Oriente, por su parte, la guadaña pasó de la práctica agrícola a la bélica sin modificación en su diseño. El kama japonés, en uso con otro nombre en China, Corea e Indonesia, es una guadaña a todos los efectos, sin ninguna particularidad para mejorar sus peculiaridades. Una versión más refinada era la kusarigama, un kama con cadena y bola de metal. Ambas armas se encuentran todavía en uso hoy en día en las artes marciales orientales, pero debido al pequeño tamaño de la hoja, no pueden incluirse plenamente en la tipología de la guadaña de guerra.
Los dacios tenían hoces/guadañas de dos tamaños: para empuñar con una mano o con las dos. La variante corta era similar a la sica  (hoz en dacio). La longitud de la hoja variaba, pero por lo general era de unos 40 cm. El mango era un tercio más largo que la hoja. La guadaña para dos manos era propiamente una arma de asta. Consistía en un asta de unos 90 cm, con una hoja de hierro curvada de casi igual longitud unida al extremo.